# Taran Noah Smith
Taran Noah Smith (San Francisco, 8 april 1984) is een Amerikaans voormalig jeugdacteur.

## Biografie
Smith is een broer van Ariandrea Hilary (1977)  die een internationale model is. Van moederszijde heeft hij Italiaans en Zweeds bloed en van vaderszijde Engels en Iers bloed. Na het behalen van zijn highschooldiploma ging hij verder leren aan de University of Southern California met de opleiding film, maar verliet de opleiding al vrij snel.
Smith begon in 1991 met acteren in de televisieserie Home Improvement, waar hij in 203 afleveringen verscheen (1991-1999). Hij begon met zijn rol als zevenjarige en stopte toen hij zestien was en besloot toen om te stoppen met acteren.
Smith was van 2001 tot en met 2007 getrouwd, en hij startte in 2005 met zijn vrouw een vegetarische restaurant in Los Angeles. Na de scheiding heeft hij zijn ex-vrouw aangeklaagd vanwege het vermoeden dat zij geld heeft verduisterd vanuit hun restaurant. De laatste jaren is hij ook verwikkeld in een rechtszaak met zijn ouders over de controle van zijn trustfonds dat een waarde heeft van 1,4 miljoen dollar. In zijn vrije tijd doet hij veel aan motorrijden, zeilen, paintballen en vliegen en dan speciaal in een tweepersoonsvliegtuig. Smith heeft zichzelf ook drummen geleerd.

## Prijzen
- 1999 Young Artist Awards in de categorie Beste Optreden in een Televisieserie met de televisieserie Home Improvement – genomineerd.
- 1994 Young Artist Awards in de categorie Uitstekende Jonge Cast in een Televisieserie met de televisieserie Home Improvement – gewonnen (samen met Zachery Ty Bryan en Jonathan Taylor Thomas).
- 1993 Young Artist Awards in de categorie Uitstekende Acteur Onder Tien in een Televisieserie met de televisieserie Home Improvement – genomineerd.
- 1992 Young Artist Awards in de categorie Uitstekende Optreden door een Jonge Acteur Onder Tien met de televisieserie Home Improvement – gewonnen.

## Filmografie

### Films
- 1997 Little Bigfoot 2: The Journey Home – als Brian Ferris
- 1995 Ebbie – als Tiny Tim

### Televisieseries
Uitgezonderd eenmalige gastrollen.
- 1991 – 1999 Home Improvement – als Mark Taylor – 203 afl.